# Сахновский, Георгий Леонидович
Георгий Леонидович Сахновский (укр. Георгій Леонідович Сахновський; 26 ноября 1906, село Грунь Харьковской губернии, ныне Ахтырского района Сумской области — 11 августа 1988, Киев)— украинский советский деятель, министр финансов УССР, министр торговли УССР. Член ЦК КПУ в 1954—1966 г. Кандидат в члены ЦК КПУ в 1966—1971 г. Депутат Верховного Совета УССР 2-7-го созывов.

## Биография
Родился в семье сельского учителя. Трудовую деятельность начал в 1922 году монтёром-телефонистом. Затем работал секретарем профсоюза рабочих земельного и лесного хозяйства (РабЗемЛес), секретарем райкома ЛКСМУ.
В 1927 году вступил в ВКП(б).
С 1927 года учился на рабочем факультете Харьковского института народного хозяйства. В 1928—1931 г. — студент Харьковского института народного хозяйства, затем учился в аспирантуре.
В 1931—1936 г. — преподаватель, заведующий кафедрой «Финансы и кредит» Харьковского финансово-экономического института. В 1937—1941 г. — директор Одесского кредитно-экономического института. В 1939 году защитил кандидатскую диссертацию в Московском кредитно-экономическом институте, получил учёную степень кандидата экономических наук и учёное звание доцента.
С 1941 года — заместитель народного комиссара финансов Украинской ССР. В 1941—1944 г. — в рядах Красной армии: политический руководитель роты, секретарь партийного бюро 750-го отдельного батальона Сталинградского военного округа, начальник отдела Главного финансового управления Народного комиссариата обороны СССР.
1944 — 12 июля 1951 г. — народный комиссар-министр финансов Украинской ССР. Государственный советник финансовой службы 1 ранга (1948).
12 июля 1951 — 10 апреля 1953 г. — заместитель Председателя Совета Министров Украинской ССР.
10 апреля 1953 — 7 августа 1970 г. — министр торговли Украинской ССР.
В сентябре 1970 — сентябре 1982 г. — доцент, профессор-консультант Киевского торгово-экономического института.
Труды:
- О государственном бюджете Украинской Советской Социалистической Республики на 1944 год. Киев, Харьков, Украинское государственное издательство, 1944.
- Денежная реформа в России: 1895—1898 гг. Киев: АН УССР, 1949, 217 с. (ответственный редактор)

## Звание
- майор интендантской службы

## Награды
- орден Ленина (1948);
- орден Октябрьской Революции(30.08.1971) [2];
- орден Трудового Красного Знамени;
- медали.